# Dapa
Dapa es un corregimiento del Municipio de Yumbo ubicado en el Valle del Cauca, Colombia. Es reconocido como una región turística así como sitio de vivienda campestre dada sus cercanía con la ciudad de Cali, en el Valle del Cauca. Sobresale por su agradable clima con una altitud que va desde los 1000 hasta los 2200 m s. n. m. que permite la existencia de diferentes ecosistemas que van desde el bosque seco en la parte baja hasta el bosque de niebla en la parte alta. Hace parte de la subcuenca del río Arroyohondo, tributario del río Cauca, con miradores hacia la ciudad de Cali y el municipio de Yumbo dando una agradable estadía disfrutando del rico clima y vista maravillosa  

## División Político-Administrativa
Tiene los siguientes Centros poblados:
- Dapa El Rincón
- Miravalle Dapa
- Pilas de Dapa

Además, de las veredas: 
Medio Dapa, Alto Dapa y La Olga.

## Historia y turismo
Según el arquitecto Iván Escobar Melguizo, el 13 de agosto de 1958, el Dapa nació en Yumbo; región que en sus orígenes fue poblándose por personas del sur del país, especialmente de Nariño, para después empezar a recibir población de la ciudad de Cali en casas campestres. Alrededor de esta época inician las cabalgatas que son tradición en la zona, que inicialmente se conectaban con el km 18, conocidas como cabalgatas del verano; las cabalgatas ayudaron a jalonar la demanda de alimentos, entre los que sobresale el tradicional sancocho vallecaucano, que dan inicio a restaurantes de tradición.

### Destino turístico
Dapa ofrece lo mejor de la comida colombiana y vallecaucana así como la más exquisita parrilla argentina, gastronomía ancestral, la mejor trucha ahumada directamente desde la laguna de la cocha y las deliciosas paellas de la madre patria. Dentro de las actividades turísticas se encuentran rutas ecuestres, avistamiento de aves, juegos tipo desafío, team challenge, mountain bike, talleres ecológicos con un atractivo natural que los sustenta como es el contar con una hermosa panorámica sobre la ciudad de Cali, vientos durante todo el año, que lo hacen el territorio ideal para elevar cometas, donde sobresale un punto conocido como "La Loma del Viento". La asociación Destino Dapa ofrece una gama de actividades para los turistas y visitantes. Es ideal para quien desee cambiar el clima cálido de Cali por uno más fresco en tan solo 15 minutos.
En la región se encuentra el parque Samuel Álvarez, donde se pueden realizar caminatas en un ambiente completamente natural; en la región existe abundancia de vegetación y fauna sobresaliendo el eucalipto y aves como el barranquero, reconocido por su belleza e imponencia que engalanan la región; otra de las riquezas naturales de la región son las orquídeas que se encuentran en las viviendas y viveros de la zona. Existe la Fundación Ambiental, Dapaviva, que se ha encargado de velar por la conservación de esta hermosa región.
En ciertos sectores, en días despejados se alcanzan a observar el Océano Pacífico y el Nevado del Huila. Desde ir a comer un postre a pie de carretera o participar en las ciclorutas cada semana, Dapa ofrece actividades variadas para toda la familia.
Ya se ha vuelto tradicional el "CamiCorre",  ya que año tras año en Dapa se viene celebrando, bajo la supervisión de Cordapa,  un evento deportivo que recoge fondos para el beneficio social en la región.